# Benjamin Donn
Benjamin Donn ou Donne, né en 1729 à Bideford et mort en juin 1798, est un mathématicien anglais.

## Biographie
Jusqu’à 1768, Donn fut « professeur de mathématiques et de philosophie naturelle sur les principes de Newton » dans sa ville natale où son père et son frère Abraham (1718-1746) tenaient une école. De 1749 à 1756 il a contribué au Gentleman’s Diary, alors publié par John Badder et Thomas Peat, rendant compte des éclipses observées à Bideford, et répondant à la plupart des questions de mathématiques mais. Lorsque Peat en fut devenu après 1756, l’unique rédacteur, il interrompit sa collaboration.
En 1765, il a publié une carte du Devonshire, à partir de relevés qu’il avait effectués lui-même et pour laquelle il reçut une prime de 100 £ de la Royal Society of Arts. Élu bibliothécaire de la bibliothèque de Bristol en 1768, il échoua à transformer celle-ci en académie de mathématiques. Comme ses fonctions officielles étaient légères, il a créé pour son propre compte une académie à Bristol, dans le parc, près de l’église Saint-Michel. L’année de son élection, il publia son Young Shopkeeper's &c. Companion, spécialement compilé pour cette académie.
En plus de son école, il donnait un cours de quatorze conférences de philosophie expérimentale pour une guinée par abonné, continué à offrir ces conférences quand il a quitté Bristol pour Kingston, les donnant alors pendant les vacances d’été ou de Noël. Il faisait 50 km pour vingt abonnés ou 80 km kilomètres pour trente abonnés.
Il a publié de nouvelles cartes et produit des instruments mathématiques dont la liste se trouve dans ses Mathematical Tables de 1789, où il précise par la même occasion qu’il a ajouté un « e » final à son nom, mais la page de titre l’orthographie « Donn ».
Installé à Kingston en 1775, il fut nommé, vers la fin de sa vie, maitre de la mécanique du roi, à la mort de l’astronome Anthony Shepherd.

## Publications
- (en) A New Introduction to the Mathematics ; being Essays on Vulgar and Decimal Arithmetic, 1758, 2e éd., called Mathematical Essays, or a New Introduction, &c. Londres, W. Johnston and B. Law, 1764.
- (en) The Geometrician, containing Essays on Plane Geometry and Trigonometry, Londres, J. Johnson, 1759 ; 2e éd. 1775 ; another, called 2e éd., 1778.
- (en) The Accountant, containing Essays on Bookkeeping by Single and Double Entry, Londres, J. Johnson, 1759; 2e éd. 1775.
- (en) Essay on the Doctrine and Application of Circulating or Infinite Decimals, Londres, J. Johnson, 1759; 2e éd, 1775.
- (en) The Schoolmaster's Repository, or Pupil's Exercise. Intended as a supplement to the Mathematical Essays, Londres, W. Johnston and B. Law, 1764.
- (en) Epitome of Natural and Experimental Philosophy, Londres, [S.n.], 1771.
- (en) The Young Shopkeeper's, Steward's, and Factor's Companion, Londres, J. Johnson, 1768 ; 2e éd. 1773.
- (en) The British Mariner's Assistant, containing forty tables adapted to the several purposes of Trigonometry and Navigation, to which is added an Essay on Logarithms and Navigation Epitomized, Londres, B. Law, 1774.
- (en) Mathematical Tables, or Tables of Logarithms, Londres, B. Law, 1789.

## Sources
- Louis-Mayeul Chaudon, Nouveau Dictionnaire historique, t. 9, Paris, Charles Gosselin, 1829, p. 105.
- Antoine-Alexandre Barbier, Charles-Théodore Beauvais de Préau, Biographie universelle classique, ou dictionnaire historique portatif, t. 15, Paris, Firmin-Didot, 1856, p. 881.